# Gheorghe Magheru

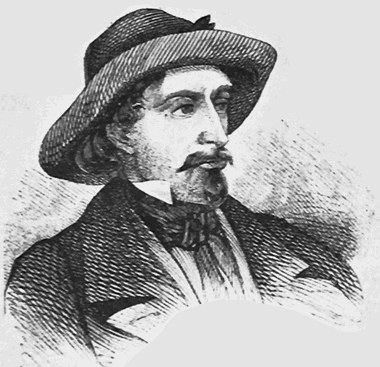
Gheorghe Magheru

Gheorghe Magheru (ur. 8 kwietnia 1802 w Bârzeiu de Gilort w okręgu Gorj, zm. 23 marca 1880 w Bukareszcie) – rumuński dowódca wojskowy, rewolucjonista, działacz niepodległościowy i polityk na Wołoszczyźnie.
Karierę wojskową rozpoczął już podczas powstania Tudora Vladimirescu w Oltenii w 1821 r. Jako dowódca oddziałów wołoskich walczył po stronie Rosji w wojnie rosyjsko-tureckiej 1828-1829. Od 1831 r. był starostą ówczesnego okręgu Romanați we wschodniej Oltenii – dzięki jego przychylności 21 czerwca 1848 r. w Islaz odbył się wielki wiec ludności, na którym uchwalono manifest, nazwany przez lud „konstytucją”, będący podstawą żądań wysuniętych 2 dni później na wielkiej manifestacji w Bukareszcie.
Magheru został wówczas ministrem finansów w rewolucyjnym rządzie Wołoszczyzny. Jednocześnie energicznie przeciwstawiał się kontrrewolucyjnym działaniom pułkownika Odobescu i metropolity Neofita. Mianowany generałem, organizował oddziały wojskowe ochotników (pomocą służyło mu kilku oficerów Polaków, głównie dezerterów z armii carskiej), zakładając m.in. „obóz Trajana” w Rîureni nad Alutą. Po wkroczeniu wojsk tureckich do Oltenii pod koniec września nie zdecydował się jednak na stawienie im czoła w nierównej walce. Po dłuższych wahaniach, pod wpływem perswazji konsula angielskiego i wybranej 9 sierpnia regencji, 10 października rozwiązał swój obóz. Wyjechał do Siedmiogrodu, następnie do Triestu, a w końcu do Wiednia.
Po dziewięcioletniej emigracji wrócił do ojczyzny. Został deputowanym z okręgu Gorj do tymczasowego Zgromadzenia Narodowego, a następnie do rumuńskiego parlamentu.
Jego imię nosi Bulevardul Magheru – jedna z ważniejszych arterii komunikacyjnych Bukaresztu.